# Xã Lycoming, Quận Lycoming, Pennsylvania
Xã Lycoming (tiếng Anh: Lycoming Township) là một xã thuộc quận Lycoming, tiểu bang Pennsylvania, Hoa Kỳ. Năm 2010, dân số của xã này là 1.478 người.